# Elyra albiscripta
Elyra albiscripta är en fjärilsart som beskrevs av George Francis Hampson. Elyra albiscripta ingår i släktet Elyra och familjen nattflyn. Inga underarter finns listade i Catalogue of Life.